# Tomasz Sulej
Tomasz Sulej (ur. 6 sierpnia 1974 w Warszawie) – polski paleontolog specjalizujący się w badaniu ewolucji bazalnych archozaurów i płazów z grupy temnospondyli oraz paleontologii triasu; doktor habilitowany nauk biologicznych (2014).

## Życiorys
W 1998 roku na Uniwersytecie Warszawskim uzyskał tytuł magistra ekologii – jego praca magisterska dotyczyła kopalnych płazów. W 2006 roku doktoryzował się w Instytucie Paleobiologii Polskiej Akademii Nauk z osteologii i ewolucji metopozaurów (promotorem pracy magisterskiej i doktorskiej był prof. Jerzy Dzik). W 2005 roku opisał nowy gatunek rauizucha, który nazwał Teratosaurus silesiacus – później przemianowany na Polonosuchus silesiacus – a w 2010 roku aetozaura Stagonolepis olenkae. Uczestniczył także w wydobyciu i opisaniu szczątków olbrzymiego dicynodonta i dużego teropoda z górnotriasowych osadów w okolicach Lisowic.
W 2006 roku z Jerzym Dzikiem i Grzegorzem Niedźwiedzkim brał udział w wykopaliskach w górach Karatau w Kazachstanie, skąd badacze ci opisali późnojurajską pióropodobną skamieniałość prawdopodobnie reprezentującą Praeornis.